# Margit Fischer
 (juin 2024).
Si vous disposez d'ouvrages ou d'articles de référence ou si vous connaissez des sites web de qualité traitant du thème abordé ici, merci de compléter l'article en donnant les références utiles à sa vérifiabilité et en les liant à la section « Notes et références ».
Margit Fischer, née Binder le 28 juin 1943 à Stockholm (Suède), est l'épouse de Heinz Fischer, président de l'Autriche de 2004 à 2016.

## Biographie
Anni et Otto Binder, les  parents de Margit, qui avaient fui la Seconde Guerre mondiale, reviennent à Vienne en 1949.
En 1961, Margit Binder obtient son baccalauréat et en 1965, un diplôme technique de l'industrie textile. En 1965 et 1966, elle travaille comme designer dans une usine textile de Pottendorf. En 1966, elle décroche sa maîtrise et travaille l'année suivante chez Märta Måås-Fjetterström AB à Stockholm. Puis, jusqu'en 1970, elle est restauratrice au Musée des arts appliqués de Vienne. Elle étudie ensuite pendant trois ans l'histoire de l'art à l'université de Vienne. Elle parle allemand, anglais et suédois.
Margit Binder épouse Heinz Fischer le 20 septembre 1968. Le couple a deux enfants.
Son époux, Heinz Fischer est élu président de la République fédérale d'Autriche en 2004, et elle devient alors la première dame d'Autriche.

## Distinctions et prix
- 2006 :  Grand-croix de l'ordre pro Merito Melitensi (Ordre souverain de Malte)
- 2007 :  Chevalier grand-croix de l'ordre du Mérite de la République italienne‎ (Italie)
- 2007 :  Grand-croix de l'ordre royal norvégien du Mérite (Norvège)
- 2007 :  Commandeur grand-croix de l'ordre royal de l'Étoile polaire (Suède)
- 2009 :  Grand-croix de l'ordre de Sant'Iago de l'Épée (Portugal)
- 2013 :  Grand-croix de l'ordre d'Adolphe de Nassau (Luxembourg)

## Source, notes et références
- (de) Cet article est partiellement ou en totalité issu de l’article de Wikipédia en allemand intitulé « Margit Fischer » (voir la liste des auteurs).